# 더치 인 세븐 레슨
더치 인 세븐 레슨(Nederlands in zeven lessen, Dutch in Seven Lessons)은 네덜란드에서 제작된 헤인즈 조셉슨 감독의 1948년 다큐멘터리, 코미디 영화이다. 섀니 데이 등이 주연으로 출연하였다.

## 출연

### 주연
- 섀니 데이
- 피아 벡
- 오드리 헵번